# Hansel Zapata
Hansel Zapata (Puerto Tejada, Cauca, Colombia; 11 de febrero de 1995) es un futbolista colombiano. Juega de delantero y actualmente milita en el Kazma SC de Kuwait.

## Trayectoria

### Millonarios

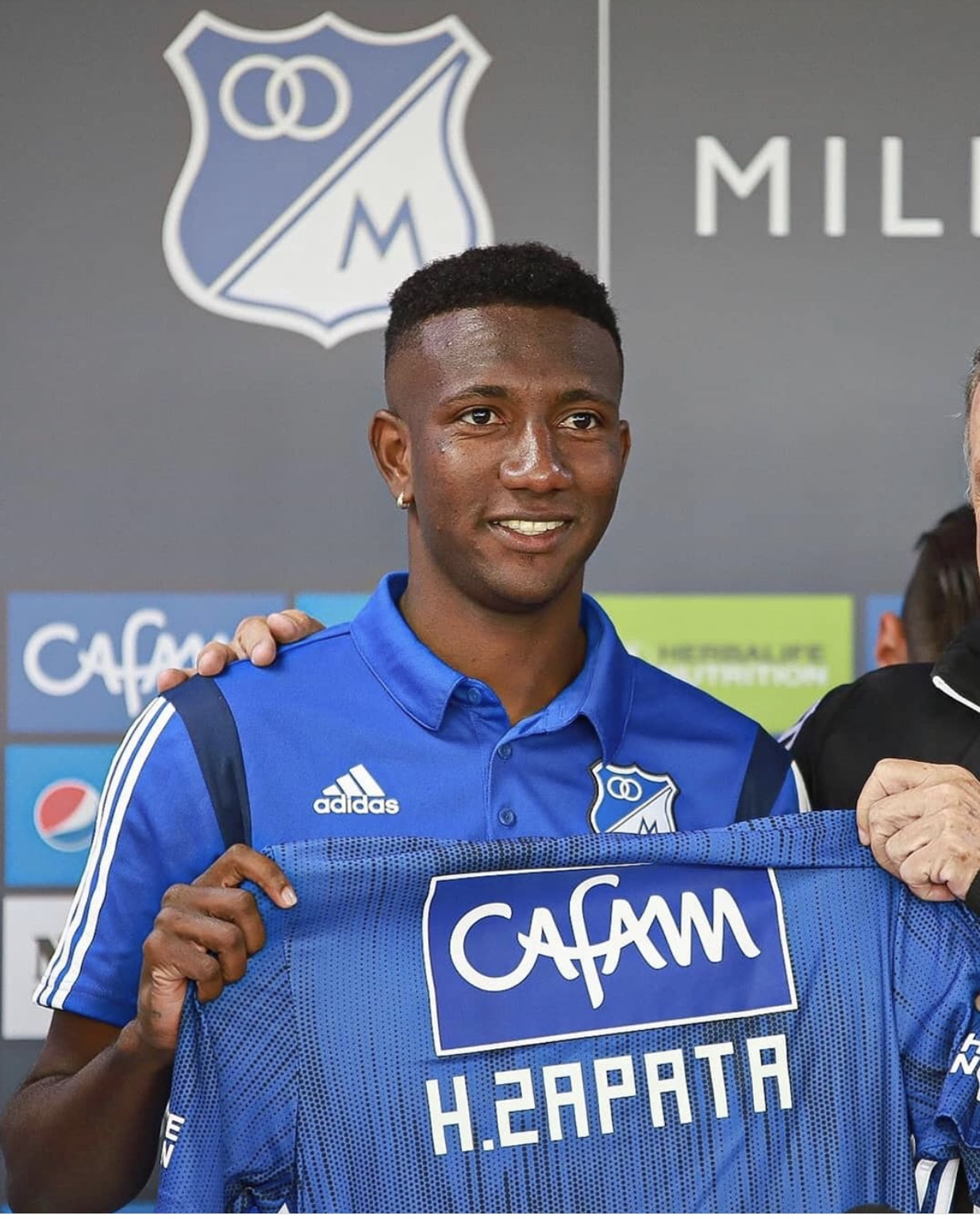
Hansel Zapata, Presentación oficial en Millonarios

El 21 de junio de 2019 se convierte en nuevo jugador de Millonarios proveniente de La Equidad por pedido de Jorge Luis Pinto. Debuta el 14 de julio como titular en la derrota como locales contra Envigado FC. Su primera asistencia la da el 3 de agosto para Andrés Felipe Román y marcar el 2-1 final sobre Jaguares de Córdoba.
El 26 de enero de 2020 da la primera asistencia del año en la derrota 1-2 frente al Deportivo Pasto, el 30 marca su primer gol en el empate a un gol como visitantes ante el Cúcuta Deportivo. El 6 de febrero marca en la victoria 2 a 0 sobre Club Always Ready por la Copa Sudamericana 2020.
El 19 de junio de 2020 se informa que el club no se encuentra en capacidad de ejercer su opción de compra, por lo que el jugador regresa a La Equidad.
En 2023, pasa al Al Nasr SC de Kuwait.  Donde anota varias dupletas y un triplete.

## Clubes
| Club             | País         | Año         |
| ---------------- | ------------ | ----------- |
| Unión Magdalena  | Colombia     | 2015 - 2016 |
| Once Caldas      | Colombia     | 2017        |
| La Equidad       | Colombia     | 2018 - 2019 |
| Millonarios      | Colombia     | 2019 - 2020 |
| La Equidad       | Colombia     | 2020 - 2021 |
| Sheriff Tiraspol | Transnistria | 2021        |
| Slaven Belupo    | Croacia      | 2021        |
| Aluminium Arak   | Irán         | 2022 - 2023 |
| Al Nasr SC       | Kuwait       | 2023 - 2024 |
| Kazma SC         | Kuwait       | 2024 - 2025 |

## Estadísticas
| Club                       | Div.                | Temporada           | Liga  | Liga  | Liga   | Copas | Copas | Copas  | Internacional | Internacional | Internacional | Total | Total | Total  |
| Club                       | Div.                | Temporada           | Part. | Goles | Asist. | Part. | Goles | Asist. | Part.         | Goles         | Asist.        | Part. | Goles | Asist. |
| -------------------------- | ------------------- | ------------------- | ----- | ----- | ------ | ----- | ----- | ------ | ------------- | ------------- | ------------- | ----- | ----- | ------ |
| Unión Magdalena · Colombia | 2ª                  | 2015                | 20    | 2     | 0      | 6     | 1     | 0      | -             | -             | -             | 26    | 3     | 0      |
| Unión Magdalena · Colombia | 2ª                  | 2016                | 26    | 3     | 0      | 1     | 1     | 0      | -             | -             | -             | 27    | 4     | 0      |
| Unión Magdalena · Colombia | Total               | Total               | 46    | 5     | 0      | 7     | 2     | 0      | 0             | 0             | 0             | 53    | 7     | 0      |
| Once Caldas · Colombia     | 1ª                  | 2017                | 16    | 0     | 0      | 4     | 1     | 0      | -             | -             | -             | 20    | 1     | 0      |
| Once Caldas · Colombia     | Total               | Total               | 16    | 0     | 0      | 4     | 1     | 0      | 0             | 0             | 0             | 20    | 1     | 0      |
| La Equidad · Colombia      | 1ª                  | 2018                | 35    | 4     | 7      | 3     | 0     | 0      | -             | -             | -             | 38    | 4     | 7      |
| La Equidad · Colombia      | 1ª                  | 2019-I              | 18    | 4     | 3      | -     | -     | -      | 4             | 2             | 1             | 22    | 6     | 4      |
| La Equidad · Colombia      | 1ª                  | 2020-II             | 9     | 0     | 0      | -     | -     | -      | -             | -             | -             | 9     | 0     | 0      |
| La Equidad · Colombia      | 1ª                  | 2021-I              | 18    | 2     | 0      | -     | -     | -      | 7             | 0             | 0             | 25    | 2     | 0      |
| La Equidad · Colombia      | Total               | Total               | 80    | 10    | 10     | 3     | 0     | 0      | 11            | 2             | 1             | 94    | 12    | 11     |
| Millonarios · Colombia     | 1ª                  | 2019-II             | 19    | 0     | 7      | 2     | 0     | 1      | -             | -             | -             | 21    | 0     | 8      |
| Millonarios · Colombia     | 1ª                  | 2020-I              | 7     | 1     | 1      | 0     | 0     | 0      | 2             | 1             | 0             | 9     | 2     | 1      |
| Millonarios · Colombia     | Total               | Total               | 26    | 1     | 8      | 2     | 0     | 1      | 2             | 1             | 0             | 30    | 2     | 9      |
| Sheriff Tiraspol Moldavia  | 1ª                  | 2021-22             | 0     | 0     | 0      | 0     | 0     | 0      | 1             | 0             | 0             | 1     | 0     | 0      |
| Sheriff Tiraspol Moldavia  | Total               | Total               | 0     | 0     | 0      | 0     | 0     | 0      | 1             | 0             | 0             | 1     | 0     | 0      |
| Total en su carrera        | Total en su carrera | Total en su carrera | 140   | 14    | 18     | 16    | 3     | 1      | 14            | 6             | 1             | 162   | 20    | 20     |